# Perigonia divisa
Perigonia divisa là một loài bướm đêm thuộc họ Sphingidae. Nó được tìm thấy ở Cuba.
Nó có thể phân biệt với các loài Perigonia khác bởi dải dọc theo phía trên bụng.